# Giovanni Francesco Di Palma

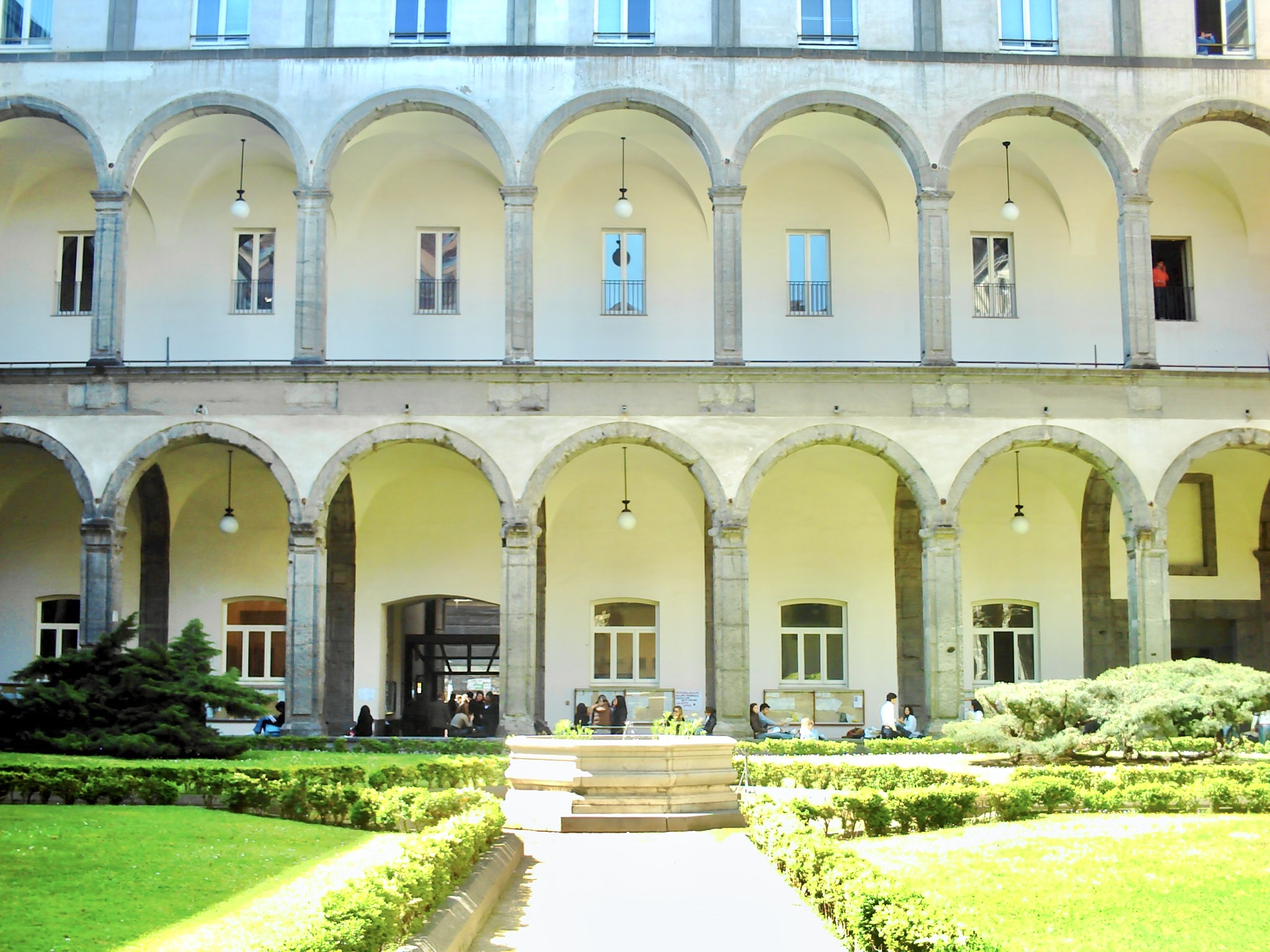
Il complesso universitario di San Pietro Martire, opera del Di Palma.

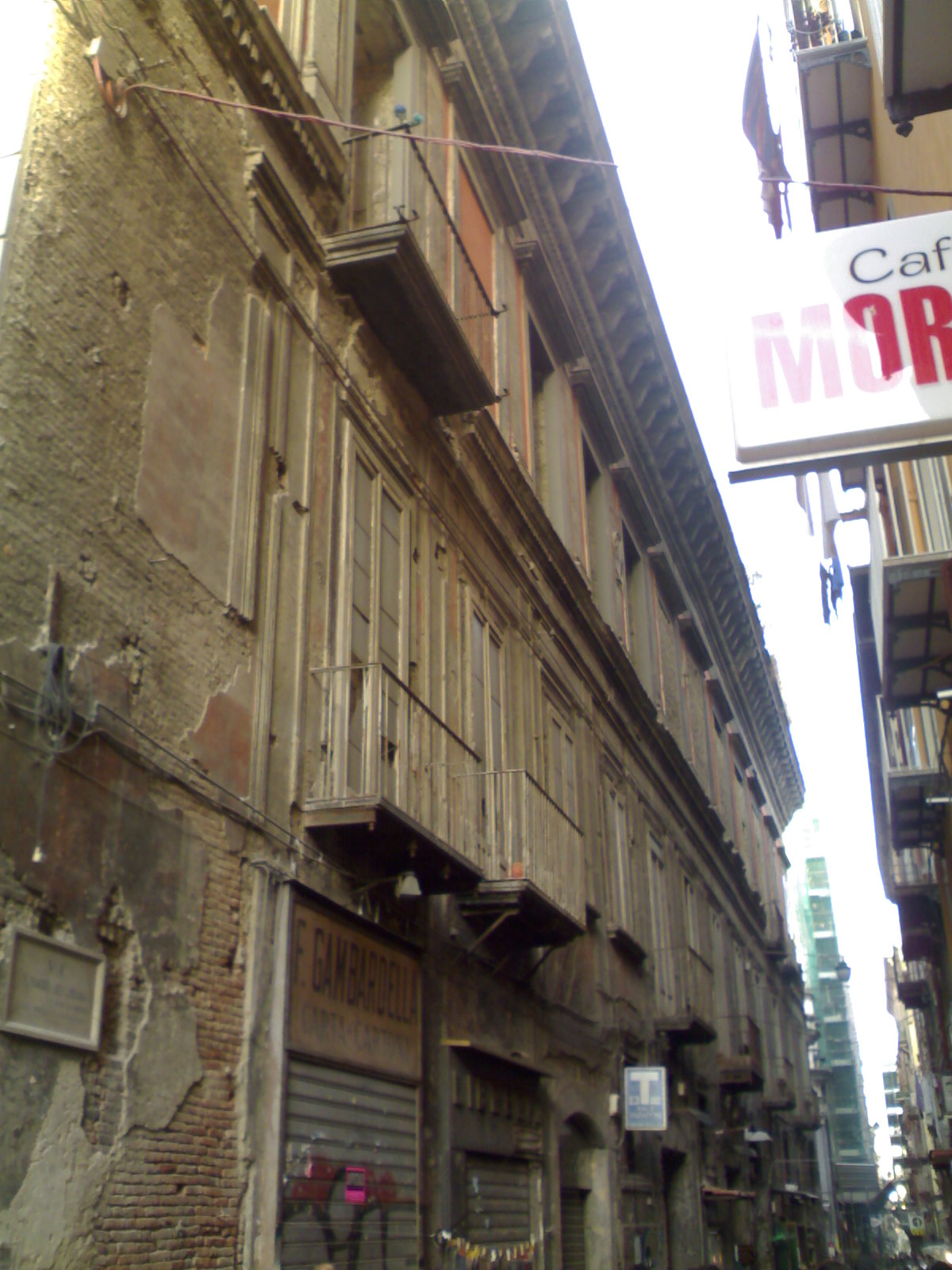
Il palazzo Carafa di Montorio.

Giovanni Francesco Di Palma (Napoli, inizi del XVI secolo – Napoli, ultimo trentennio del XVI secolo) è stato un architetto, pittore e organaro italiano.

## Biografia
Nacque a Napoli agli inizi del XVI secolo, discendente da un ramo collaterale della nobile famiglia napoletana di lontana origine normanna. Fu avviato presso la bottega di Giovanni Francesco Donandio, dove assunse l'appellativo di Mormando (da Mormanno; città di origine del suo maestro). La storiografia classica attribuisce questo soprannome in virtù del matrimonio contratto con Diana Donadio, figlia del Mormando senior.
Dalla bottega del Mormando si formò come organaro e architetto. Come architetto fu molto richiesto e divenne anche l'esecutore dei progetti lasciati incompiuti dal Mormando senior. Lo stile del Di Palma è una semplificazione dei modelli del suo maestro. L'attività di architetto del Di Palma si sviluppò in contemporanea con quella di organaro. Realizzò tra i suoi primi interventi quello del Palazzo Filomarino, dove realizzò lo splendido cortile. Gli altri progetti furono l'ampliamento della chiesa dei Santi Severino e Sossio, i cui lavori durarono a lungo con la cupola che fu voltata nel 1561 da Sigismondo di Giovanni, e il rifacimento del Palazzo Carafa di Montorio nel 1540. Tra il 1540 e il 1550 si svolsero i lavori di rifacimento della chiesa di Santa Maria Donnaromita. Divenne l'architetto di fiducia di Cosimo Pinelli, per cui progettò ed edificò nel 1544 il proprio palazzo a Napoli e il palazzo feudale a Giugliano in Campania nel 1545.
Dal 1545 costituì una società con l'organaro Andrea Scoppa che durò circa dieci anni. Con questa collaborazione entrambe si divisero i ruoli, al Di Palma toccavano le canne e allo Scoppa invece le opere in legno e il somiere. Il Di Palma introdusse delle novità nell'arte organaria napoletana, infatti fu uno dei primi a chiudere il vano delle canne con l'ausilio di portelle dipinte come nell'organo della chiesa di Pescocostanzo datato 1545 e anche nell'organo venduto nel 1547 ad Andrea Saxone si presentava con le caratteristiche portelle decorate. Secondo alcune teorie gli è attribuito il completamento del Palazzo del Panormita. Tra il 1548 e il 1549 effettuò i disegni delle targhe e delle finestre con le relative imposte a Palazzo Orsini di Gravina. Nel medesimo periodo costrui l'organo per la Cattedrale di Napoli. Nel 1557 iniziarono i lavori del Chiostro di San Pietro Martire. Nel 1566 progettò in via Toledo: Palazzo Tappia, su commissione di Egidio Tapia, giudice della Vicarìa. Inoltre a lui è attribuita anche la facciata della chiesa di Santa Maria Materdomini, realizzata nel 1573, e sono attribuiti anche i progetti di rifacimento della chiesa di Santa Maria di Monteverginella per accostamenti stilistici adottati dal progettista ignoto che rimandano al Di Palma. Secondo delle teorie è attribuito il progetto della chiesa di Santa Maria Regina Coeli, datato 1590, mentre secondo altri invece è Giovanni Vincenzo Della Monica il progettista della chiesa. Resta certo che la facciata fu portata a termine da Luciano Quaranta nel 1594.